# Ісаак Ромеро
Ісаа́к Роме́ро Берна́ль (ісп. Isaac Romero Bernal; нар. 16 травня 2000, Лебріха) — іспанський футболіст, нападник клубу «Севілья».

## Клубна кар'єра
Займався футболом в юнацьких командах клубів «Севілья», «Антоніано» і «Балон де Кадіс» (фарм-клубі «Кадіса»).
В липні 2019 приєднався до структури «Севільї», а з лютого 2020 року почав виступати за резервну команду. 12 серпня 2021 року підписав свій перший професіональний контракт із «Севільєю», розрахований до 2025 року.
11 січня 2024 року переведений до основної команди «Севільї». Наступного дня, 12 січня, дебютував за «Севілью», вийшовши в стартовому складі в матчі Ла-Ліги проти «Алавеса». 14 січня забив свої перші голи за «Севілью», відзначившись дублем в матчі Кубка Іспанії проти «Хетафе». 21 січня в матчі проти «Жирони» забив свій перший м'яч в Ла-Лізі.
24 травня 2024 року продовжив контракт із «Севільєю» до 2028 року.

## Досягнення
«Севілья»
- Володар Кубка виклику УЄФА–КОНМЕБОЛ: 2023[9]